# Józef Woźniak (informatyk)
Józef Włodzimierz Woźniak – polski uczony, profesor nauk technicznych, inżynier, nauczyciel akademicki Politechniki Gdańskiej, były dziekan Wydziału Elektroniki, Telekomunikacji i Informatyki Politechniki Gdańskiej, dyscyplina naukowa: Informatyka techniczna i telekomunikacja, główny obszar badań: teleinformatyka, sieci bezprzewodowe, sieci komputerowe.

## Życiorys
W 1971 ukończył studia na kierunku Elektronika, w ramach specjalności Automatyka i maszyny matematyczne, na Wydziale Elektroniki Politechniki Gdańskiej. W 1976 na tym samym wydziale uzyskał stopień naukowy doktora nauk technicznych. Tam też, na podstawie dorobku naukowego i monografii pt. Analiza i projektowanie protokołów komunikacyjnych dla radiowych sieci teleinformatycznych, nadano mu w 1991 stopień doktora habilitowanego nauk technicznych w dyscyplinie: Telekomunikacja. 2 stycznia 2002 roku Prezydent RP nadał mu tytuł profesora nauk technicznych.
W latach 1996-2002 Prof. Woźniak był dziekanem Wydziału Elektroniki, Telekomunikacji i Informatyki Politechniki Gdańskiej (wcześniej przez jedną kadencję, w latach 1993-1996, pełnił funkcję prodziekana), a w okresie 2006-2017 był kierownikiem Katedry Teleinformatyki. W latach 1994-96 był też profesorem kontraktowym we Francusko-Polskiej Wyższej Szkole Nowych Technik Informatyczno-Komunikacyjnych w Poznaniu.
Woźniak odbył szereg długoterminowych staży naukowych. W roku 1984 przebywał na Vrije Universiteit w Brukseli, Belgia. Na przełomie lat 1986/87 przez 4 miesiące prowadził prace badawcze, jako Visiting Scientist, w Politecnico di Milano we Włoszech, zaś w roku akademickim 1988/89 – jako Visiting Professor prowadził zajęcia w Aalborg University Center w Danii. Z kolei w roku 2006 prowadził, jako profesor wizytujący (Visiting Erskine Fellow) wykłady i badania na University of Canterbury w Christchurch, w Nowej Zelandii.
Do grudnia 2023 roku był członkiem Komitetu Elektroniki i Telekomunikacji PAN, przewodnicząc, w tym komitecie, przez 4 kadencje, Sekcji Telekomunikacji (2007-2023). W latach 2004-2008 był członkiem Komitetu Badań Naukowych (KBN) oraz utworzonej na jego bazie Rady Nauki, uczestnicząc w pracach Komisji Badań na Rzecz Rozwoju Nauki. W okresie 2010-2020 był przez 3 kadencje członkiem Centralnej Komisji do Spraw Stopni i Tytułów. W latach 2013-2015 był też członkiem Zespołu do Spraw Nagród Prezesa Rady Ministrów.
Józef Woźniak jest członkiem, w stopniu Senior Member (Life Senior Member), organizacji  IEEE (Institute of Electrical and Electronics Engineers) oraz członkiem IFIP (International Federation for Information Processing). W przypadku IEEE współorganizował Computer Society Chapter na Politechnice Gdańskiej i przewodniczył temu Oddziałowi przez dwie pierwsze kadencje (2005-2009). W ramach działalności w IFIP w latach 2006-2012 był wiceprzewodniczącym Working Group WG 6.8 (Wireless and Mobile Communications) w Technical Committee TC6, a następnie przez dwie kadencje (do 2018 roku) pełnił funkcję przewodniczącego tej Grupy Roboczej. Od roku 2019 jest przedstawicielem Polski w IFIP TC6.
Jest autorem bądź współautorem ponad 350 artykułów i referatów konferencyjnych, współautorem czterech książek – w tym „Sieci LAN, MAN, WAN – protokoły komunikacyjne” – wydanej w 1998 r. (wznowionej w 2001 r.), za którą otrzymał nagrodę Ministra Edukacji Narodowej oraz wydanej w roku 2002 książki „Przewodowe i bezprzewodowe sieci LAN” (również nagrodzonej Nagrodą Ministra Edukacji Narodowej w roku 2003). Inną książką nagrodzoną przez Ministra Nauki i Szkolnictwa Wyższego, wydaną z udziałem Wożniaka była monografia Problemy Teleinformatyki (pod redakcją prof. W. Sobczaka), wydana przez Wydawnictwa Komunikacji i łączności (WKiŁ) w 1984 roku. W roku 2020 ukazała się, wydana pod redakcją Woźniaka (i z jego współautorstwem), monografia: „Tendencje w rozwoju polskiej i światowej telekomunikacji i teleinformatyki”. Woźniak był też inicjatorem oraz współautorem i współredaktorem książki poświęconej pionierowi polskiej teleinformatyki prof. Jerzemu Seidlerowi: „Jerzy Seidler współtwórca Wydziału Elektroniki Politechniki Gdańskiej. Wybitny naukowiec i jego dzieło w oczach wychowanków i współpracowników” (2018).
Woźniak jest też współredaktorem sześciu wydawnictw konferencyjnych (w tym wydanych przez Kluver Academic Press oraz Springer Verlag), a także współautorem czterech skryptów studenckich.
W ciągu ostatnich 15 lat kierował zespołami badawczymi realizującymi duże projekty badawcze, w tym: 
- Usługi i sieci teleinformatyczne następnej generacji – aspekty techniczne, aplikacyjne i rynkowe (MNiSW 2008-2010),
- Projektowanie i ocena efektywności dedykowanych symulatorów dla przewodowych i bezprzewodowych sieci komputerowych (MNiSW 2010-2013),
- Inżynieria Internetu Przyszłości (NCBiR 2010-2013),
- PL-LAB2020: Infrastruktura badawcza dla badań w obszarze programu Horyzont 2020 (NCBiR 2014-2015),
- netBaltic: Internet na Bałtyku – realizacja wielosystemowej, samoorganizującej się szerokopasmowej sieci teleinformatycznej na morzu dla zwiększenia bezpieczeństwa żeglugi poprzez rozwój usług e-nawigacji (NCBiR 2015-2018),
- SyMEC: System MEC dla wpierania zaawansowanych aplikacji w środowisku sieci przewodowych i bezprzewodowych 3G/4G/5G  (NCBiR 2018-2022),
- PL-5G: Krajowe laboratorium sieci i usług 5G wraz z otoczeniem  (projekt realizowany w ramach Polskiej Mapy Infrastruktury Badawczej OPI – 2021-2024).

Wypromował ok. 200 dyplomantów (magistrów i inżynierów) oraz 13 doktorów.
Za swoją działalność był wielokrotnie wyróżniany i nagradzany, między innymi Srebrnym (1997) i Złotym Krzyżem Zasługi (2000), Krzyżem Kawalerskim Orderu Odrodzenia Polski (2011) oraz za wybitne zasługi w pracy naukowo-badawczej i dydaktycznej, za popularyzowanie polskiej myśli naukowej na świecie Krzyżem Oficerskim Orderu Odrodzenia Polski (2025). Otrzymał też liczne odznaczenia resortowe, w tym Medal Komisji Edukacji Narodowej (1998).